# Вейхс, Максимилиан фон
Максимилиан фон Вейхс (правильное произношение — Вайхс), полное имя — Максимилиан Мария Йозеф Карл Габриэль Ламораль райхсфрайхерр фон унд цу Вайхс ан дер Глон (нем. Maximilian Maria Joseph Karl Gabriel Lamoral Reichsfreiherr von und zu Weichs an der Glon; 12 ноября 1881, Дессау — 27 сентября 1954, Борнхайм (Рейнланд), под Бонном) — немецкий военачальник, генерал-фельдмаршал.

## Ранние годы
Родился в Дессау, в дворянской семье фон Вейхс (титул райхсфрайхерр — имперский барон, титул присваивался только во времена Священной Римской империи, аристократический «предикат» с большим числом служебных слов «фон унд цу Вайхс ан дер Глон» значит «наследственный и владетельный дворянин имения Вайхс на реке Глон», в современной передаче — населённый пункт Вайкс, Бавария), отец — полковник.
В июле 1900 года стал фанен-юнкером (кандидатом в офицеры) в баварском 2-м кавалерийском (кирасирском) полку. В марте 1902 года произведён в лейтенанты. С 1905 года на штабных должностях в кавалерии.

## Первая мировая война
В звании ротмистра (капитана) служил на штабных должностях дивизионного уровня. Награждён Железными крестами обеих степеней и двумя баварскими орденами.

## Между мировыми войнами
Продолжил службу в рейсхвере, на штабных должностях. В 1928-30 годах командир кавалерийского полка. В 1930-33 годах вновь на штабных должностях (уровня дивизия, округ), затем командир кавалерийской дивизии (генерал-майор), с 1935 года — танковой (генерал-лейтенант, с октября 1936 — в звании генерал кавалерии). С октября 1937 — командир 13-го армейского корпуса (Нюрнберг).

## Вторая мировая война
- Командуя 13-м армейским корпусом, участвовал в Польской кампании, награждён планками к Железным крестам (повторное награждение).
- С октября 1939 года — командующий 2-й армией. За Французскую кампанию награждён Рыцарским крестом, произведён в генерал-полковники
- В апреле 1941 года участвовал в Балканской кампании, принимал капитуляцию югославской армии 16 апреля 1941 года.
- Во время вторжения в СССР 2-я армия под командованием Вейхса действовала в составе группы армий «Центр», участвовала в Белостокско-Минском сражении, Смоленском сражении, Киевском сражении и битве за Москву.
- С июля 1942 года командовал группой армий «B», наступавшей в направлении Волги. 1 февраля 1943 года произведён в генерал-фельдмаршалы.
- В июле 1943 года назначен в резерв Главнокомандования, затем — командующим группой армий «F» на Балканах. В феврале 1945 года награждён Дубовыми Листьями к Рыцарскому кресту, 25 марта 1945 года — вновь отправлен в резерв.

2 мая 1945 года в Баварии взят в плен американцами. Подвергался допросам в ходе Нюрнбергского процесса, но не был осуждён.

## Послевоенные годы
Скончался 27 сентября 1954 на 73 году жизни в городе Бонн, ФРГ.

## Награды
- Железный крест 2-го класса (20 сентября 1914) (Королевство Пруссия)
- Железный крест 1-го класса (12 ноября 1915)
- Орден «За военные заслуги» 4-го класса с мечами (Королевство Бавария)
- Почётный крест Первой мировой войны 1914/1918 с мечами (1934)
- Медаль «За выслугу лет в вермахте» (1936) c 4-го по 1-й класс
- Медаль «В память 1 октября 1938 года» с пряжкой «Пражский замок»
- Пряжка к Железному кресту 2-го класса (18 сентября 1939)
- Пряжка к Железному кресту 1-го класса (29 сентября 1939)
- Рыцарский крест Железного креста с дубовыми листьями
  - рыцарский крест (29 июня 1940)
  - дубовые листья (№ 731) (5 февраля 1945)
- Медаль «За зимнюю кампанию на Востоке 1941/42»
- Упоминался в Вермахтберихт (11 апреля 1941, 7 августа 1941, 23 сентября 1941, 18 октября 1941, 19 октября 1941, 10 сентября 1943, 19 января 1944)

## Галерея
- Генералы Мильх, Кейтель, Браухич, адмирал Редер и Вейхс на нацистском митинге в Нюрнберге в 1938 году
- Вейхс (третий слева) с Йоханнесом Бласковицом (справа, держит карту) в Варшаве, во время вторжения в Польшу, 1939
- Герд фон Рундштедт с Вейхсом во Франции, июнь 1940
- Вейхс (справа) в России во время операции «Блау», сентябрь 1942